# Синюга
Синю́га (бел. Сінюга) — деревня в составе Семукачского сельсовета Могилёвского района Могилёвской области Республики Беларусь. Расположена в 40 километрах на юго-запад от Могилёва. В деревне находится платформа Синюга железной дороги Могилёв — Осиповичи.

## История

Железнодорожная платформа Синюга

Деревня основана в начале 1920-х годов переселенцами с соседних деревень. Работала начальная школа. В 1929 году здесь организован колхоз «1 Мая». Во время Великой Отечественной войны с июля 1941 года по 27 июня 1944 года Синюга была оккупирована немецкими войсками. С 22 июля 1965 года деревня в Семукачском сельсовете. В 1990 году здесь насчитывалось 33 двора и 54 жителя, относилась к колхозу «Колос».